# Festival de la fiction TV de La Rochelle 2022
La 24e édition du Festival de la fiction TV a lieu du 13 au 18 septembre 2022 à La Rochelle.

## Jury
Le jury 2022 est composé de :
- Sandrine Bonnaire, actrice et réalisatrice, présidente
- Arnauld Mercadier, réalisateur
- Caroline Bottaro, scénariste
- David Baiot, acteur
- Gaëlle Cholet, productrice
- Louise Monot, actrice
- Brice Davoli, compositeur

## Palmarès
Le jury a décerné les prix suivants,,,, :
- Meilleur téléfilm : Touchées (TF1)
- Meilleure mini série de 52/90 minutes : Lycée Toulouse-Lautrec (TF1)
- Meilleure série de 26 minutes : Septième Ciel (OCS)
- Meilleure série de moins de 20 minutes : Lost in California (Arte)
- Meilleure fiction européenne : Life and Death in the Warehouse (BBC Three, Royaume-Uni)
- Meilleure fiction francophone étrangère : Attraction (RTBF, TF1)
- Meilleure réalisation : Hafsia Herzi pour La Cour (Arte)
- Meilleur scénario : Marie Guilmineau, Alice Van Der Broek et Éliane Vigneron pour L'Homme de nos vies (M6)
- Meilleure musique : Audrey Ismael et Olivier Coursier pour Vortex (France Télévisions)
- Meilleure interprétation féminine : Zoé Héran et Maïra Schmitt pour La Vie devant toi (France Télévisions)
- Meilleure interprétation masculine : Nemo Schiffman pour Maman, ne me laisse pas m'endormir (France Télévisions, RTBF, TV5 Monde)
- Prix jeune espoir féminin Adami : Lucy Loste Bercet pour La Cour (Arte)
- Prix jeune espoir masculin Adami : Vassili Schneider pour L'Histoire d'Annette Zelman (France Télévisions)